# Гемлокова Штольня
«Гемлокова Штольня» (англ. Hemlock Grove) — американський фантастично-драматичний телесеріал, вперше показаний на телеканалі Netflix. Телесеріал розроблений Брайаном МакГріві та Лі Шипманом, виконавчим продюсером є Елай Рот, сюжет ґрунтується на однойменному дебютному романі Брайана МакГріві, який побачив світ 27 березня 2012 року. Прем'єра серіалу відбулась 19 квітня 2013 року, усі 13 епізодів доступні для перегляду онлайн. Дія серіалу розгортається в невеликому вигаданому містечку Гемлок Гроув у штаті Пенсільванія.
Прем'єра другого сезону відбулась 11 липня 2014 року. 2 вересня 2014 року Netflix подовжив серіал на третій та останній 10-серійний сезон.
22 жовтня 2022 року всі три сезони телесеріалу було видалено із сервісу Netflix.

## Сюжет
Серіал розповідає про два клани з маленького містечка Гемлокова Штольня, що у Пенсільванії — заможна родина Годфрі на чолі з Олівією — власницею інституту-клініки «Godfrey», а також матір'ю сина-упиря Романа, спадкоємця клініки та воскреслої з мертвих у результаті генетичного експерименту одного з працівників «Godfrey» дівчини-«франкенштейна» Шеллі; та клан Руманчеків — циган-вихідців з Карпатських гір Руманчеків на чолі з вовкулакою Пітером, його матір'ю Ліндою та кузиною Дестіні, що знає всі секрети мертвих. Усе починається після того, як у лісі знаходять пошматовану частину тіла місцевої школярки: Роман і Пітер об'єднуються з метою знайти монстра, проте в результаті викривають сотні власних сімейних таємниць, які не пророчать їм нічого доброго…

## У ролях
- Фамке Янссен — Олівія Годфрі
- Білл Скошґорд — Роман Годфрі
- Лендон Лібуарон — Пітер Руманчек
- Пенелопа Мітчелл — Лєта Годфрі
- Фрея Тінглі — Крістіна Вендалл
- Дугрей Скотт — доктор Норман Годфрі

### Другорядні персонажі
- Лілі Тейлор — Лінда Руманчек
- Аарон Дуглас — шериф Том Сворн
- Ніколь Буавен і Мішель Андреа — Шеллі Годфрі
- Каньєхтіо Хорн — Дестіні Руманчек
- Кендіс МакКлюр — доктор Клементина Чоссер
- Еліана Джонс — Алекса Сворн
- Емілія МакКарті — Алісса Сворн
- Дон Френкс — Ніколай Руманчек
- Джоель Де Ла Фуенте — доктор Йоханн Прайс
- Емілі Піггфорт — Ешлі Валентайн

## Епізоди
| Сезон | Сезон | Епізоди | Оригінальна дата виходу | Оригінальна дата виходу | Дата релізу DVD та Blu-ray | Дата релізу DVD та Blu-ray | Дата релізу DVD та Blu-ray |
| Сезон | Сезон | Епізоди | Прем'єра сезону         | Фінал сезону            | Регіон 1                   | Регіон 2                   | Регіон 4                   |
| ----- | ----- | ------- | ----------------------- | ----------------------- | -------------------------- | -------------------------- | -------------------------- |
|       | 1     | 13      | 19 квітня 2013          | 19 квітня 2013          | Н/Д                        | Н/Д                        | Н/Д                        |
|       | 2     | 10      | 11 липня 2014           | 11 липня 2014           | Н/Д                        | Н/Д                        | Н/Д                        |
|       | 3     | 10      | 23 жовтня 2015          | 23 жовтня 2015          | Н/Д                        | Н/Д                        | Н/Д                        |

### Сезон 1 (2013)
| № | #  | Назва                                                    | Режисер        | Сценарист                      | Дата виходу в США | Код серії      |
| --- | -- | -------------------------------------------------------- | -------------- | ------------------------------ | ----------------- | -------------- |
| 1 | 1  | «Jellyfish in the Sky» «Медуза в небі»                   | Елай Рот       | Брайан МакГріві та Лі Шипман   | 19 квітня 2013    | Буде оголошено |
| Жорстоко вбита місцева дівчина, яку, судячи з усього, пошматував дикий звір. Однак незабаром підозра падає на Пітера Руманчека, цигана, який нещодавно приїхав до містечка.                                                                                    |    |                                                          |                |                                |                   |                |
| 2 | 2  | «The Angel» «Янгол»                                      | Деран Сарафян  | Брайан МакГріві та Лі Шипман   | 19 квітня 2013    | Буде оголошено |
| Пітер натикається на Романа на місці злочину, з'ясовується, що мета у хлопців одна. Лєта викриває шокуючу правду, а Олівія та Норман повертаються до старих звичок.                                                                                            |    |                                                          |                |                                |                   |                |
| 3 | 3  | «The Order of the Dragon» «Орден Дракона»                | Деран Сарафян  | Брайан МакГріві та Лі Шипман   | 19 квітня 2013    | Буде оголошено |
| Крістіна знаходить у лісі нову жертву, а шериф Сворн отримує допомогу від доктора Чосер. Пітер, який тепер офіційно є підозрюваним, приєднується до Романа в пошуках справжнього вбивці.                                                                       |    |                                                          |                |                                |                   |                |
| 4 | 4  | «In Poor Taste» «Несмак'»                                | Девід Семел    | Шейла Каллахан                 | 19 квітня 2013    | Буде оголошено |
| Лєті подобається Пітер. Тим часом шериф Сворн та Чосер отримують нову інформацію в розслідуванні, проте Пітер та Роман на крок попереду них. |    |                                                          |                |                                |                   |                |
| 5 | 5  | «Hello, Handsome» «Привіт, красунчику»                   | Девід Семел    | Марк Веріден                   | 19 квітня 2013    | Буде оголошено |
| Розкривається роль доктора Прайса у житті Шеллі Годфрі. Дестіні допомагає Пітеру зрозуміти недавнє убивство, а прийом у Вежі Годфрі набуває жахливих поворотів.                                                                                                |    |                                                          |                |                                |                   |                |
| 6 | 6  | «The Crucible» «Суворе випробування»                     | Деран Сарафян  | Ден Пейдж                      | 19 квітня 2013    | Буде оголошено |
| Пітер та Роман вирушають на покинутий сталеливарний завод Годфрі по слідах Лізи Уілобі, де знаходять бракуючу частину мозаїки, але, схоже, чогось не вистачає. А побачення Крістіни проходить жахливо.                                                         |    |                                                          |                |                                |                   |                |
| 7 | 7  | «Measure of Disorder» «Міра хаосу»                       | Деран Сарафян  | Брайан МакГріві та Лі Шипман   | 19 квітня 2013    | Буде оголошено |
| Шеллі намагається стати незалежною. Чосер допитує Романа, але потім натикається на Олівію. Пітер та Роман серйозно сваряться, що збуджує Романа на несподівані вчинки. Лєта та Пітер зближуються.                                                              |    |                                                          |                |                                |                   |                |
| 8 | 8  | «Catabasis» «Сходження у пекло»                          | Девід Стрейтон | Брайан МакГріві та Лі Шипман   | 19 квітня 2013    | Буде оголошено |
| Після того, як Роман у стані алкогольного сп'яніння вламується в Інститут Годфрі та потрапляє в пастку доктора Прайса, він впадає у кому та, з несподіваною допомогою Шеллі, здійснює дивовижну подорож уві сні, дізнаючись шокуючу правду.                    |    |                                                          |                |                                |                   |                |
| 9 | 9  | «What Peter Can Live Without» «Без чого може жити Пітер» | Девід Стрейтон | Рейф Джудкінс та Лорен ЛеФранк | 19 квітня 2013    | Буде оголошено |
| Напередодні повного місяця батьки Лєти дізнаються про її відносини з Пітером. Чосер, незважаючи на кризу віри, вирішує піймати убивцю. |    |                                                          |                |                                |                   |                |
| 10 | 10 | «What God Wants» «Чого хоче Господь»                     | Ті Джей Скотт  | Ден Пейдж                      | 19 квітня 2013    | Буде оголошено |
| Роман виходить з коми та приєднується до Пітера у новій спробі зупинити вбивцю, у той час як доктор Шасо намагається діяти правильно. Проте все йде не за планом. А новий повний місяць приносить у Гемлок Гроув усе більше жахів та болю.                     |    |                                                          |                |                                |                   |                |
| 11 | 11 | «The Price» «Ціна»                                       | Ті Джей Скотт  | Марк Веріден                   | 19 квітня 2013    | Буде оголошено |
| Пітер з мамою намагаються врятуватись від лінчувателів, які вважають Пітера вбивцею. Норман допомагає хлопцям урятувати Пітера, а Роману знову доводиться застосовувати сили. Крістіна зникає, а Роман нарешті усвідомлює страшну правду щодо своєї природи... |    |                                                          |                |                                |                   |                |
| 12 | 12 | «Children of the Night» «Діти ночі»                      | Деран Сарафян  | Брайан МакГріві та Лі Шипман   | 19 квітня 2013    | Буде оголошено |
| Історія доктора Шасо закінчується на сталеварному заводі, Шеллі отримує шокуючу звістку, а Роман та Пітер нарешті розуміють, хто причина всіх смертей. |    |                                                          |                |                                |                   |                |
| 13 | 13 | «Birth» «Народження»                                     | Деран Сарафян  | Брайан МакГріві та Лі Шипман   | 19 квітня 2013    | Буде оголошено |
| Лєта їде народжувати, а Роман нарешті дізнається всю правду про себе та свою родину. Усе, що відбулося, залишає сімейства Годфрі та Руманчек спустошеними, проте справжній жах ще попереду...                                                                  |    |                                                          |                |                                |                   |                |

## Розробка та зйомки
У лютому 2011 року «Deadline.com» оголосили про підписання з Netflix та Gaumont International Television контракту на зйомку 13 епізодів телесеріалу «Гемлокова Штольня». Про проект було офіційно оголошено у березні 2012 року. Елай Рот виступив продюсером шоу та зрежисерував пілотний епізод. Деран Сарафян, який підписався на роль виконавчого продюсера та режисера у середини березня та зрежисерував шість епізодів.
Після того, як МакГріві наполіг на тому, щоб серіал був відзнятий у районі Піттсбурга, зйомки мали розпочатись на початку червня 2012 року та тривати до листопада. В середині травня Gaumont International Television переніс зйомки з Пенсильванії на знімальний майданчик Cinespace Film Studios в Торонто. Цей крок було вжито після того, як виявилось, що керівництво Gaumont не розуміє, як працює Пенсильванська податкова та кредитна програма для кіно. Зйомки розпочались 13 липня 2012 року в Порт-Перрі в Онтаріо; маленьке містечко в годині їзди на північ від Торонто було перероблено в американське місто Гемлок Гроу.
Бюджет першого сезону «Гемлокової Штольні» склав приблизно 45 мільйонів доларів.

## Кастинг
У березні 2012 року Netflix оголосив, що Фамке Янссен та Білл Скошґорд будуть грати у серіалі, Янссен зіграє роль Олівії Годфрі, а Скошґорд роль її сина, Романа Годфрі. На початку квітня стало відомо, що Пітера Руманчека буде грати Лендон Лібуарон. 4 квітня Пенелопа Мітчелл отримала роль кузини Романа, Лєти Годфрі. Фрея Тінглі була затверджена на роль Крістіни Вендал 10 квітня. 12 квітня було оголошено, що Дугрей Скотт зіграє доктора Нормана Годфрі, дівера Оливії та батька Лєти. 2 липня Лілі Тейлор отримала роль Лінди Руманчек, матері Пітера, а Кендіс МакКлюр була затверджена на роль доктора Чаусер. Аарон Дуглас приєднався до акторського складу в ролі шерифа Сворна 8 липня. В кінці липня 2012 року стало відомо, що Каньєхтіо Хорн зіграє Дестіну Руманчек.

## Музика
Музика до телесеріалу «Гемлокова Штольня» написана композитором Нетаном Баром.

## Реакція

### Глядачі
Після прем'єрних для серіалу вихідних, телеканал Netflix оголосив, що його переглянула більша кількість глядачів, ніж «Картковий будинок».

### Критики
«Гемлокова Штольня» отримала в цілому змішані відгуки критиків. Патрік Сміт з «The Daily Telegraph» сказав, що «Гмлок» «банальний та далеко не настільки глибокий, як здається», оцінивши серіал на дві з п'яти можливих зірок. Девід Хілтбренд з «Philadelphia Inquirer» сказав, що «йому [«Гемлок Гроу»] вдається бути чудовим, глибоким, лячним та смішним, і все це одночасно.. Зак Хендлен з «The A.V. Club» оцінив телесеріал на «F». Том Гліато з «People Weekly» дав серіалу схвальний відгук, оцінивши його на 75 зі 100: «Гра акторів хороша, особливо Білла Скошґорда та Лендона Лібуарона... Мені подобається млосність, казкова краса шоу, хоча фанати жахів можуть бути менш терплячими. «Гемлок» був добре сприйнятий аудиторією Netflix, котрі оцінили його на 3,9 з 5 можливих зірок. Джесіка Шоу з «Entertainment Weekly» дала серіалу оцінку «B+».